# Numerisk apertur

Figur 1: Numerisk apertur. När ljusknippet från passerar till ett medium med annan optisk täthet bibehålls den numeriska aperturen i enlighet med Snells lag:.

Numerisk apertur är inom optiken ett dimensionslöst (saknar enhet) värde som anger ett vinkelomfång inom vilket ett optiskt system kan uppta eller utsända ljus. Den definieras något olika inom skilda områden. 
Begreppet infördes av Ernst Abbe.

## Mikroskopi
Inom mikroskopi (liksom inom huvuddelen av optiken) definieras den numeriska aperturen för objektiv genom:
{\displaystyle NA=n\cdot \sin \theta }
där {\displaystyle n} betecknar brytningsindex för mediet mellan objektivet och objektet (1,00 för luft, 1,33 för vatten, 1,40 för silikonolja, 1,47 för glycerin och 1,51 för immersionsolja - täckglas och objektivets frontlins tillverkas av kronglas som har brytningsindex 1,51), medan {\displaystyle \theta } betecknar halva den vinkel inom vilket objektivet kan uppta ljus från objektet (se figur 1).
Ju högre den numeriska aperturen är, desto ljusstarkare är objektivet och det innebär även att dess upplösning blir högre enligt Rayleighkriteriet:
{\displaystyle \beta _{min}\approx {\frac {0,61\cdot \lambda }{NA}}}
där {\displaystyle \beta _{min}} betecknar det minimala avståndet mellan två separat urskiljbara punkter på objektet och {\displaystyle \lambda } ljusets våglängd.
Den numeriska aperturen för objektivet anges på detsamma efter förstoringen och skiljs från denna av ett snedstreck.
|  |  |  |  |